# Давидкова (Ачитський міський округ)
Дави́дкова (рос. Давыдкова) — присілок у складі Ачитського міського округу Свердловської області.
Населення — 87 осіб (2010, 118 у 2002).
Національний склад станом на 2002 рік: татари — 100 %.